# Бараниха (Чукотский автономный округ)
Бара́ниха — бывший посёлок городского типа в Чаунском районе Чукотского автономного округа России.
Назван по русскому названию реки Раучуа (с чукот. — «река горных баранов»).

## География
Расположен в отрогах Раучуанского хребта, на правом берегу реки Раучуа.
Расстояние до районного административного центра составляет 210 км, куда устраивался сезонный автозимник.

## История
На базе разведанных в начале 1960-х гг. россыпей золота был создан прииск имени XXII съезда КПСС и при нём в 1962 году основан посёлок горняков Бараниха.
В посёлке имелись: средняя школа, почта, узел связи, магазин Полярторга, аэропорт.
Улицы: Геологическая, Горняцкая, Дорожная, Заречная, Космонавтов, Набережная, Новая, Советская, Строительная, Чаанайская, Школьная, Юбилейная.

## Ликвидация посёлка
Посёлок признан нерентабельным и закрыт в 1999 году.
О тяжёлом положении последних жителей посёлка сообщается в районной газете:

До конца работы автозимника остались считанные дни. <…> Баранихинцы по-прежнему ждут контейнеры для перевозки домашних вещей. Особо нуждающихся семей насчитывается около десятка. Но контейнеров нет. Обещанный завоз не состоялся. 25 контейнеров, уже готовых к отправке, стоят у домов без движения. Вывезти их в Певек невозможно: нет ни бортовых машин, ни крана, ни погрузчика. Волнение людей растёт день ото дня. Угля нет. В печах местной котельной сжигают уже третий барак. Горячая вода подаётся в квартиры по 1-2 часа в сутки. Температура в жилищах — около 7 градусов тепла.— Полярная Звезда, 8 апреля 1999 г.

## Население
| 1970 | 1979  | 1989  | 2002 | 2010 | 2015 |
| ---- | ----- | ----- | ---- | ---- | ---- |
| 1995 | ↘1957 | ↗1996 | ↘33  | ↘0   | →0   |

## Топографические карты
- Лист карты R-59,60 Певек.  Масштаб: 1 : 1 000 000. Издание 1986 г.